# Bobrowniki (stacja kolejowa)
Bobrowniki (biał. Бабраўнікі; ros. Бобровники) – towarowa stacja kolejowa w pobliżu miejscowości Bobrowniki i Grodzie, w rejonie ostrowieckim, w obwodzie grodzieńskim, na Białorusi. Obsługuje Białoruską Elektrownię Jądrową.
Stacja powstała w 2012 na potrzeby budowy Białoruskiej Elektrowni Jądrowej.